# آيت يعقوب (آيت بلقاسم)
آيت يعقوب هي إحدى مشيخات المملكة المغربية، تتبع جغرافيا لإقليم الخميسات وإداريًا لآيت بلقاسم. يقدر عدد سكانها بـ 4555 نسمة حسب الإحصاء الرسمي للسكان والسكنى لسنة 2004.